# جي. آي. جو (لعبة آركيد)
جي. آي. جو (بالإنجليزية: G.I. Joe)‏ ، هي لعبة فيديو إلكترونية من نوع آركيد ، أنتجها شركة كونامي اليابانية سنة 1992م ، وتعمل لنظام تشغيل آركيد الحصرية. Electronic Gaming Monthly also gave the arcade game a positive review in its October 1992 issue.